# 克拉克 (南达科他州)
克拉克（英語：Clark），是美国南达科他州下属的一座城市。根据2010年美国人口普查，该市有人口1,116人。论人口在本州排行第58。